# Тимлюйский цементный завод
Тимлюйский цементный завод (в 2000—2005 г. — Каменский цементный завод) — предприятие по производству цемента. Расположен в посёлке Каменск Кабанского района республики Бурятия, в 10 км от районного центра — села Кабанск, в 117 км от Улан-Удэ. Единственный производитель цемента в регионе. Полное официальное наименование — Общество с ограниченной ответственностью «ТимлюйЦемент». С 2005 года входит в состав холдинга «Сибирский цемент».

## История
Решение о строительстве цементного завода в Кабанском районе Бурятии было принято в 1930-е годы по результатам геологической разведки Еловского месторождения известняков и Тимлюйского месторождения глины. Быстрой реализации планов помешала война: строительство предприятия началось только в конце 1940-х. Пос. Каменск до 1949 года назывался посёлком Цемзавода.
Розжиг первой печи состоялся в 1953 году, вторая технологическая линия заработала год спустя. В 1955 году, с пуском третьей технологической линии, завод вышел на полную проектную мощность.
Квалифицированный персонал для работы на заводе приглашали с других предприятий СССР. Кроме того, на цемзавод направлялись овладевшие строительными специальностями выпускники каменской школы фабрично-заводского обучения № 15, которая открылась в посёлке в 1953 году по приказу Бурят-Монгольского республиканского управления трудовых резервов на базе треста «Тимлюйцемстрой» Министерства промышленности и строительных материалов.
В 1992 году завод был приватизирован и преобразован в открытое акционерное общество (ОАО) «Тимлюйский цементный завод». В 2000 году активы предприятия были выведены во вновь созданное ОАО «Каменский цементный завод», где к управлению пришел холдинг «Бамтоннельстрой» . Темпы производства начали расти, однако в январе 2004 года «Бамтоннельстрой» объявил себя банкротом. В марте 2004 года на ОАО «Каменский цементный завод» начался процесс банкротства и была введена процедура наблюдения, а в декабре 2004 года по решению Арбитражного суда Бурятии было введено внешнее управление сроком на 1 год. В январе 2005 года производство на заводе прекратилось.
В феврале 2005 года правительство Бурятии предложило крупнейшим игрокам цементного рынка разработать инвестпроекты по возрождению предприятия. На предложение откликнулись ОАО "ХК «Сибирский цемент», ОАО «Искитимцемент», входящее в «РАТМ-Холдинг», и «Спасскцемент» (Владивосток). В марте представители РАТМа сообщили о том, что власти Бурятии передали завод в управление ОАО «Искитимцемент», и озвучили намерение выкупить имущество завода после завершения внешнего управления. Однако в конечном итоге право управления заводом получила холдинговая компания "Сибирский цемент. К апрелю 2005 года холдинг выкупил 65 % голосующей кредиторской задолженности и 80 % технологического оборудования. Кроме того, были погашены долги по налоговым платежам и выделены средства на ликвидацию задолженности по зарплате.
В августе 2005 года предприятию было возвращено «историческое» название — Тимлюйский цементный завод. Почти одновременно было создано ООО «ТимлюйЦемент» (дочернее общество ОАО «ХК „Сибцем“»), куда впоследствии были полностью переведены фонды завода.

## Собственники и руководство
Входит в состав холдинга «Сибирский цемент».
Руководители предприятия (управляющие директора) с момента вхождения в состав холдинга:
2005—2007 — Сергей Савватеев
2007—2008 — Виктор Зинкевич
2008—2013 — Анатолий Шкловец.
2013—2016 — Дмитрий Киреев.
2016 -- 2021 — Владимир Кличко.
2021 -- настоящее время -- Александр Волков

## Характеристики производства

### Мощности
На заводе функционируют три технологические линии. Производственная мощность — 800 тыс. тонн цемента в год. Выпуск продукции ведется по «мокрому» способу.

### Продукция
Общестроительные цементы:
ГОСТ 10178-85, ГОСТ 30515-2013
- ПЦ 400 Д0 — портландцемент марки 400 бездобавочный;

ГОСТ 31108-2016, ГОСТ 30515-2013
- ПЦ 500 Д0-Н — портландцемент марки 500 бездобавочный на основе клинкера нормированного состава;
- ЦЕМ I 32,5 Н — портландцемент класса прочности 32,5 нормальнотвердеющий;
- ЦЕМ I 42,5 Н — портландцемент класса прочности 42,5, нормальнотвердеющий;
- ЦЕМ II/А-П 32,5Н — портландцемент с минеральными добавками (порфироид) от 6 % до 20 % класса прочности 32,5, нормальнотвердеющий;
- ЦЕМ II/А-3 32,5Н — портландцемент с минеральными добавками (зола-уноса) от 6 % до 20 % класса прочности 32,5, нормальнотвердеющий.

Специальные цементы:
ГОСТ 10178-85, ГОСТ 30515-2013
- ПЦ 500-Д0-Н — портландцемент марки 500 бездобавочный на основе клинкера нормированного состава.

ГОСТ 22266-2013, ГОСТ 30515-2013
- ЦЕМ I 42,5Н СС НЩ — сульфатостойкий портландцемент класса прочности 42,5, нормальнотвердеющий, низкощелочной.

## Сырьевая база
Изначально сырьевой базой для завода стали Еловское месторождение известняков и Тимлюйское месторождение суглинков. В 1961 году был принят в эксплуатацию Таракановский карьер в Кабанском районе Бурятии, в непосредственной близости от предприятия, который стал главным источником сырья для производства цемента. В производстве цемента также использовались известняки Билютинского месторождения и кальциты месторождения «Татарский ключ» (Заиграевский район республики Бурятия).
В марте 2019 года предприятие приступило к освоению нового участка Таракановского карьера — третьему рудному телу. По результатам геологоразведки, запас его сырья обеспечит бесперебойное производство цемента на ближайшие 20-25 лет.
Работы по добыче и первичной переработке сырья выполняет ООО «Горная Компания».

## Показатели деятельности

### Производственные
| Год  | Производство цемента, тыс.тонн | Год  | Производство цемента, тыс.тонн |
| ---- | ------------------------------ | ---- | ------------------------------ |
| 1953 | 58                             | 2009 | 273,7                          |
| 1955 | 300                            | 2010 | 318,8                          |
| 1960 | 454                            | 2011 | 423,6                          |
| 1977 | 650                            | 2012 | 428,9                          |
| 1989 | 676                            | 2013 | 445                            |
| 2001 | 56                             | 2014 | 415                            |
| 2003 | 223                            | 2015 | 297,8                          |
| 2004 | 113,2                          | 2016 | 268,8                          |
| 2005 | 155,6                          | 2017 | 339                            |
| 2006 | 246                            | 2018 | 323,9                          |
| 2007 | 362                            | 2019 | 374,5                          |
| 2008 | 422                            | 2020 | 312,8                          |

## Награды и достижения
- 1978 — Диплом I степени Выставки достижений народного хозяйства (г. Москва) «За наибольшее количество продукции, выпущенной под знаком качества»[34]
- 2007 — Победитель XI Всероссийского конкурса «Лучшее предприятие строительных материалов и стройиндустрии»[35]

## Известные сотрудники
- Болсохоев, Даниил Степанович — директор завода.